# Bataille de Vilmanstrand
 (décembre 2023).
Si vous disposez d'ouvrages ou d'articles de référence ou si vous connaissez des sites web de qualité traitant du thème abordé ici, merci de compléter l'article en donnant les références utiles à sa vérifiabilité et en les liant à la section « Notes et références ».
Guerre russo-suédoise de 1741-1743
La bataille de Vilmanstrand est une bataille de la guerre russo-suédoise de 1741-1743.
Elle eut lieu le 23 août 1741, quand les forces russes, sous le commandement de Peter de Lacy, montèrent à l'assaut du fort de Vilmanstrand (en finnois Lappeenranta). Extrêmement sanglante, l'attaque commença à 2 heures de l'après-midi : les Suédois se retirèrent dès 5 heures après avoir eu 2 000 hommes tués ou blessés et 1 000 hommes fait prisonniers, parmi lesquels le général Carl Henrik Wrangel (en). La Russie pour sa part perdit 2 400 hommes. 

## Sources
- (en) Cet article est partiellement ou en totalité issu de l’article de Wikipédia en anglais intitulé « Battle of Villmanstrand » (voir la liste des auteurs).